# Chimarra butleri
Chimarra butleri là một loài Trichoptera trong họ Philopotamidae. Chúng phân bố ở miền Tân bắc.